# Al diavolo la celebrità
Al diavolo la celebrità è un film del 1949 diretto da Mario Monicelli e Steno. Si tratta del secondo film girato dalla coppia dopo Totò cerca casa.

## Trama
La vicenda riprende in chiave comica e umoristica la storia del Faust di Goethe. Il professor Bresci è un uomo profondamente devoto allo studio di oggetti e culture dell'Oriente. Una notte egli invoca involontariamente il diavolo che appare sul serio proponendogli di soddisfare ogni suo desiderio. Bresci contentissimo gli rivela ciò che vuole: diventare famoso e far innamorare la bella segretaria di un noto uomo politico. Il diavolo gli propone allora di reincarnarsi nel corpo di un celebre tenore appena morto. Questa trasformazione dà il via a una serie di vicissitudini che porteranno il protagonista a raggiungere il suo scopo in modo molto diverso da quello che si immaginava.